# Liste der Bischöfe von Włocławek
Die folgenden Personen waren Bischöfe des polnischen Bistums Leslau in Kujawien:
- Bistum Kujawien und Pommerellen
- 1133?–1147? Swidger
- 1148–1156 Werner
- 1161–1180 Onold
- 1187–1198 Stefan (von Leslau)
- 1206–1212 Ogerius
- 1213–1220 Bartha (von Leslau)
- 1222–1252 Michael (von Leslau)
- 1252–1275 Wolimir
- 1275–1283 Albierz (Wojciech)
- 1283–1300 Wislaw
- 1300–1323 Gerward
- 1324–1364 Maciej z Gołańczy
- 1364–1383 Zbylut z Wąsoczy
- 1383–1383 Trojan
- 1384–1389 Johann Kropidlo
- 1389–1398 Heinrich von Liegnitz
- 1399–1402 Mikołaj Kurowski
- 1402–1421 Johann Kropidlo
- 1421–1427 Jan Pella
- 1427–1433 Jan Szafraniec
- 1433–1449 Władysław Oporowski
- 1449–1450 Mikołaj Lasocki
- 1450–1463 Jan Gruszczyński
- 1463–1464 Jan Lutecki
- 1464–1472 Jakub Sieniński
- 1473–1480 Zbigniew Oleśnicki
- 1481–1483 Jedrzej Oporowski
- 1484–1493 Piotr Moszyński
- 1494–1503 Kresław
- 1503–1513 Wincenty Przerębski
- 1513–1531 Maciej Drzewicki
- 1531–1538 Jan Karnkowski
- 1538–1542 Łukasz II. Górka
- 1542–1546 Mikołaj Dzierzgowski
- 1546–1551 Jędrzej Zebrzydowski
- 1551–1557 Jan Drohojowski
- 1557–1565 Jakub Uchański
- 1565–1567 Mikołaj Wolski
- 1567–1580 Stanisław Karnkowski
- 1581–1600 Hieronim Rozrażewski
- 1600–1603 Jan Tarnowski
- 1603–1607 Piotr Tylicki
- 1608–1608 Wojciech Baranowski
- 1608–1610 Maciej Pstrokoński
- 1610–1616 Wawrzyniec Gębiński
- 1616–1622 Paweł Wołucki
- 1622–1631 Jędrzej Lipski
- 1631–1642 Maciej Łubieński

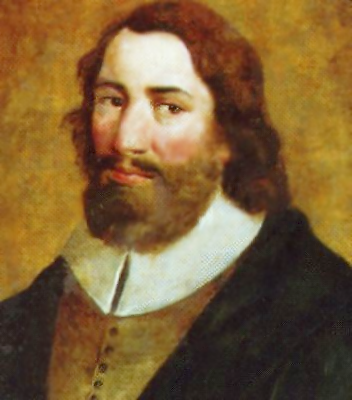
Mikołaj Kurowski (1399–1402)

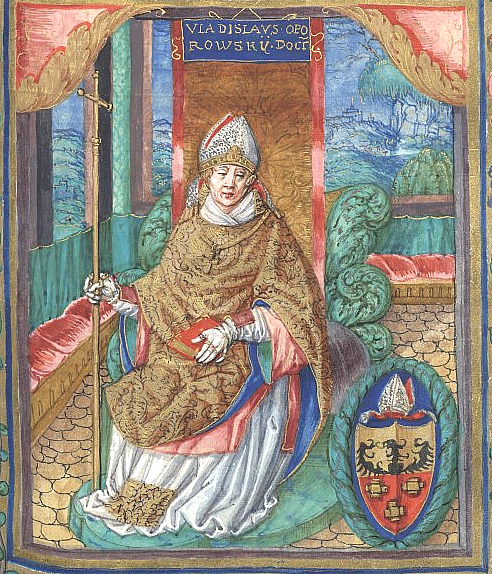
Władysław Oporowski (1433–1449)

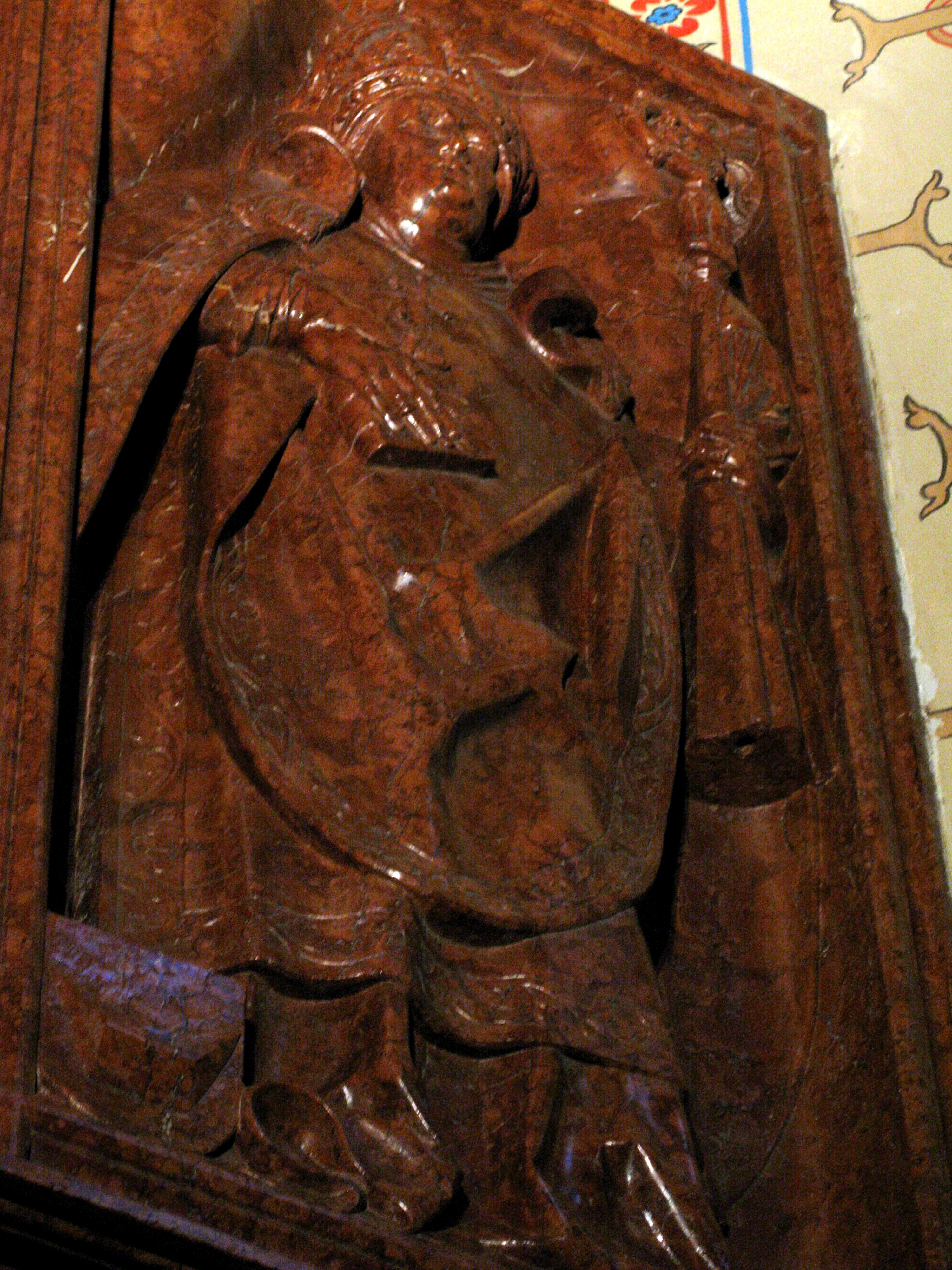
Piotr Moszyński von Bnin (1484–1493)

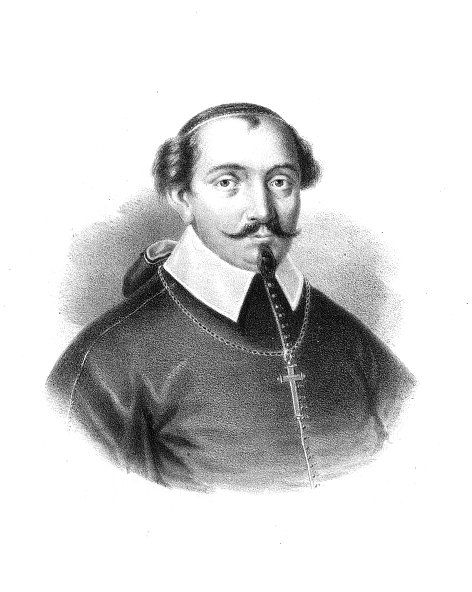
Maciej Drzewiecki (1513–1531)

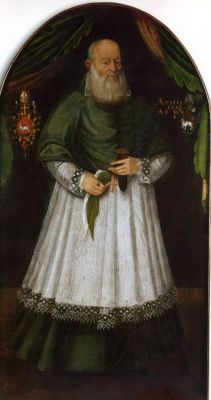
Jan Karnkowski (1531–1538)

- 1642–1654 Mikołaj Wojciech Gniewosz
- 1654–1673 Florian Czartoryski
- 1674–1675 Jan Gębicki
- 1675–1680 Stanisław Sarnowski
- 1680–1691 Bonawentura Madaliński
- 1691–1700 Stanisław Dąbski
- 1700–1705 Stanisław Szembek
- 1705–1720 Felicjan Konstanty Szaniawski
- 1720–1735 Krzysztof Szembek
- 1735–1741 Stanisław Grabowski
- 1741–1751 Walentyn Czapski
- 1751–1763 Antoni Dembowski
- 1763–1776 Antoni Kazimierz Ostrowski
- 1777–1806 Józef Ignacy Rybiński
- 1806–1815 vakant
- 1815–1818 Franciszek Malczewski

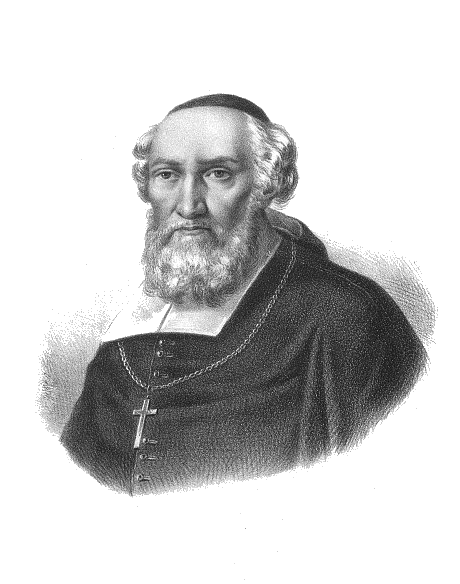
Mikołaj Dzierzgowski (1542–1546)
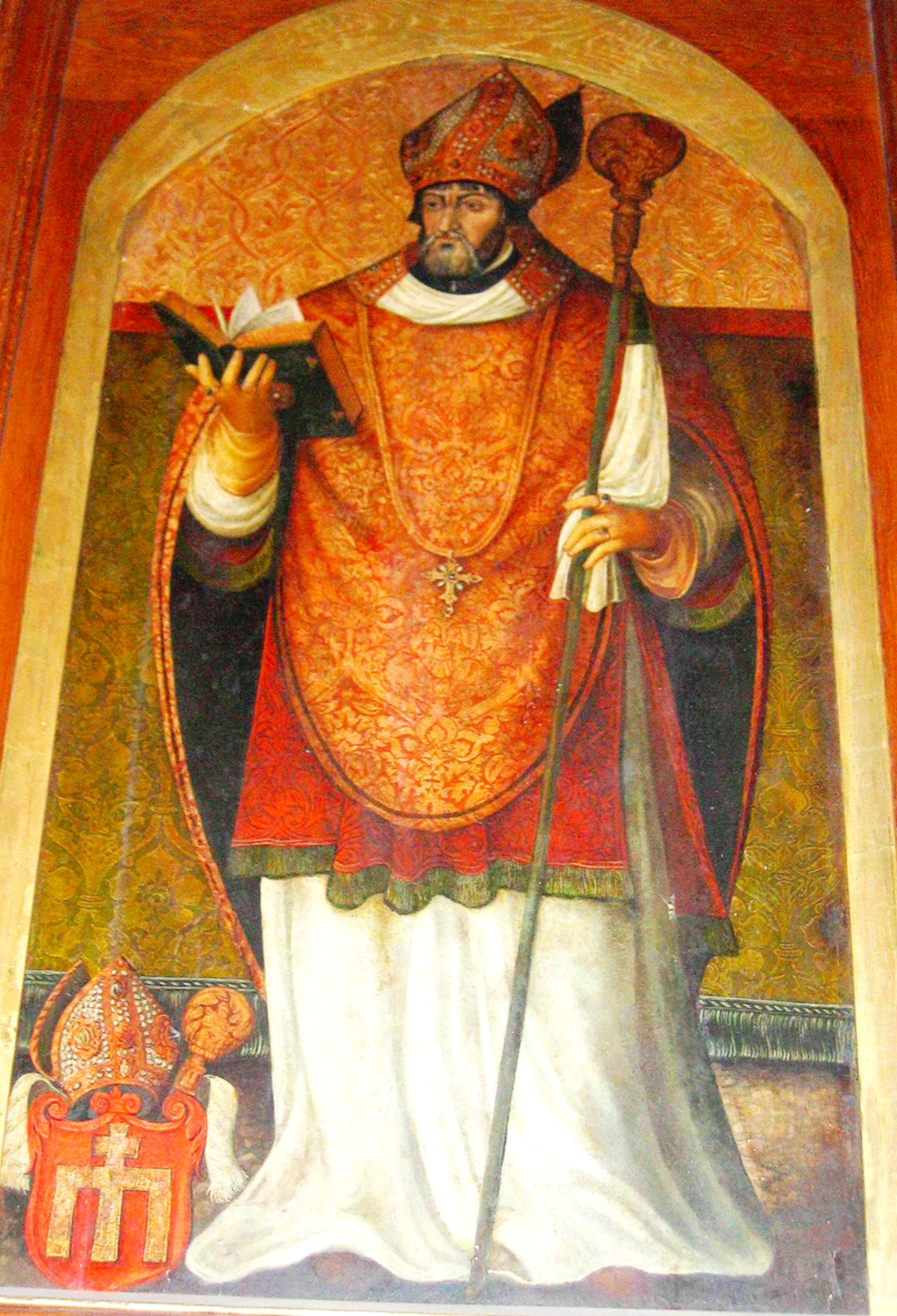
Andrzej Zebrzydowski (1546–1551)
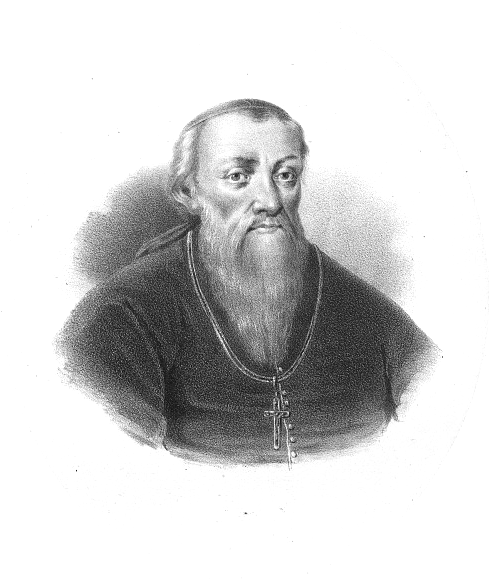
Jakub Uchański(1557–1560)
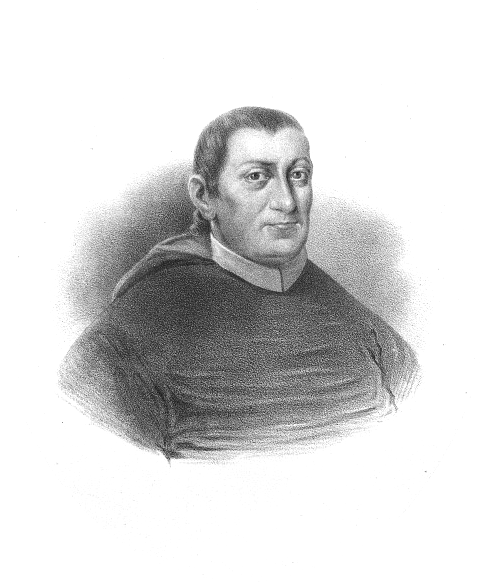
Jan Tarnowski (1600–1603)
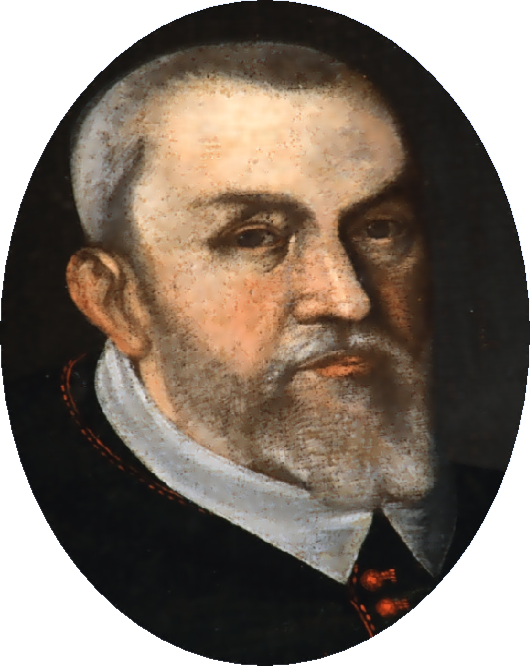
Peter Tylicki (1603–1607)
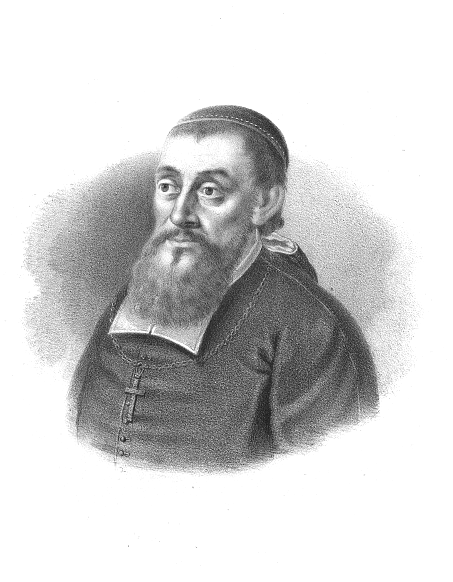
Wojciech Baranowski (1608–1608)
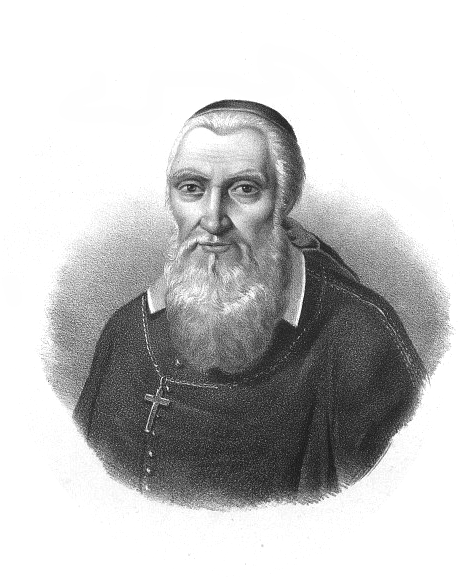
Wawrzyniec Gębiński (1610–1616)
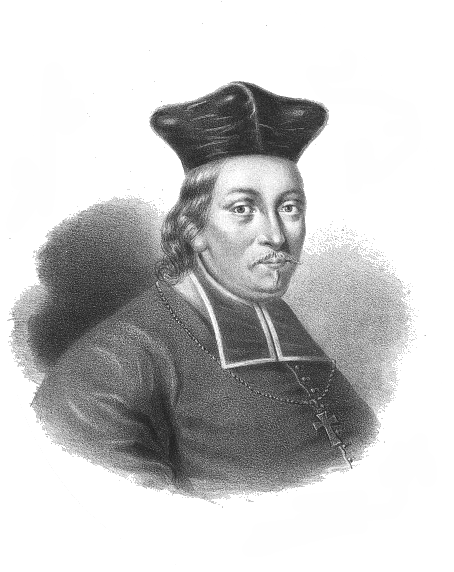
Johann Lipski (1622–1631)
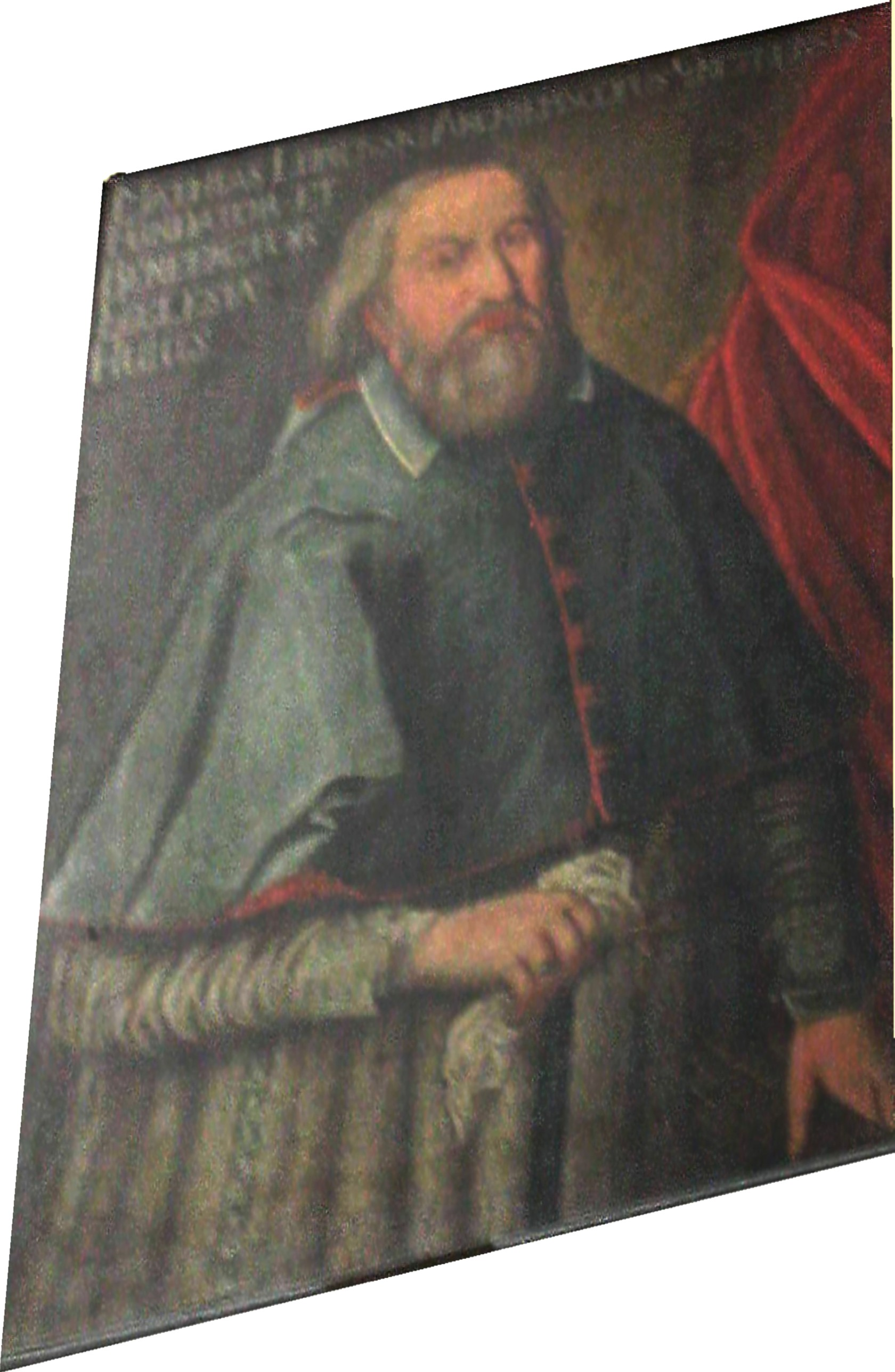
Maciej Łubieński (1631–1642)
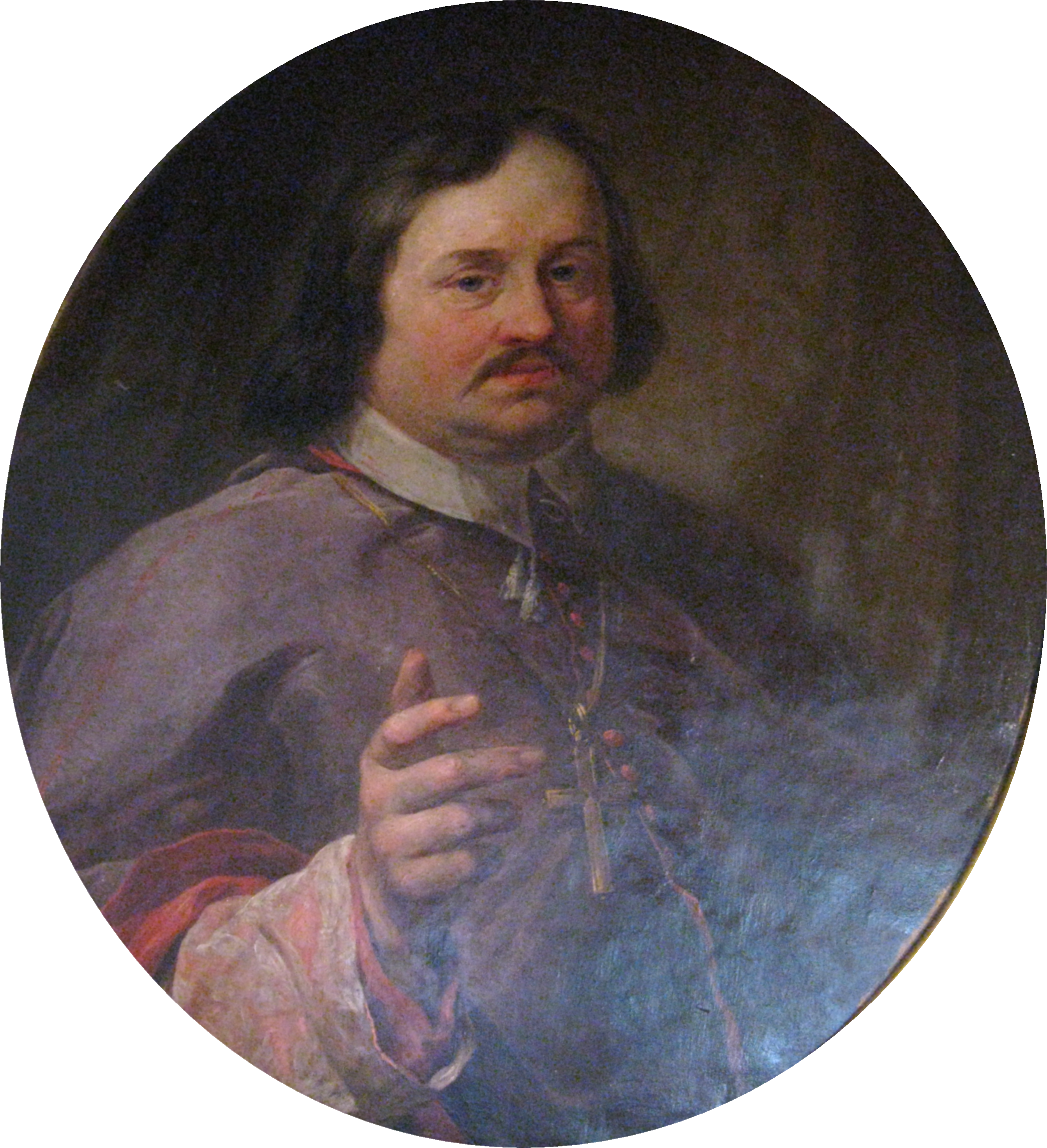
Florian Czartoryski (1654–1673)
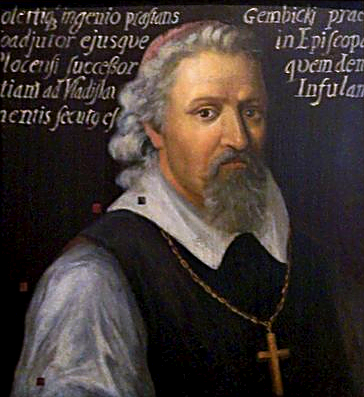
Jan Gembicki (1674–1675)
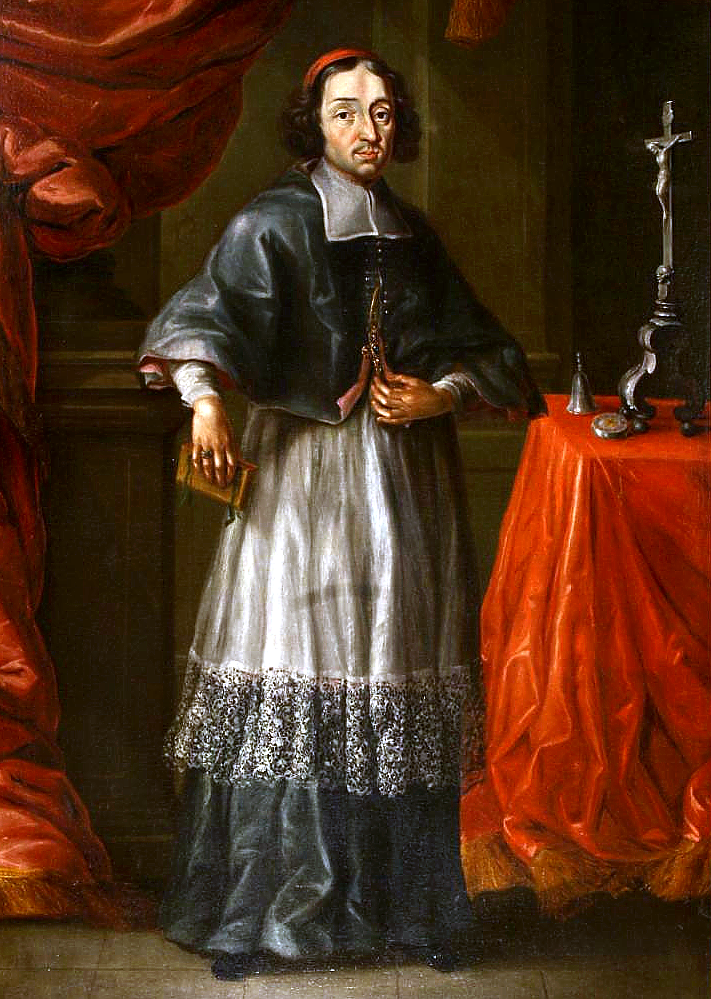
Stanisław Dąbski (1691–1700)
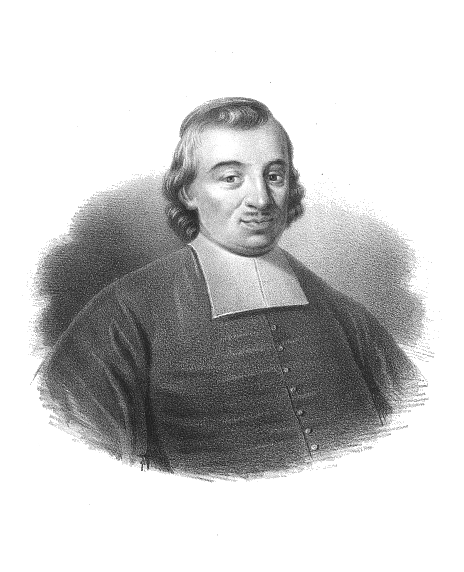
Stanisław Szembek (1700–1705)
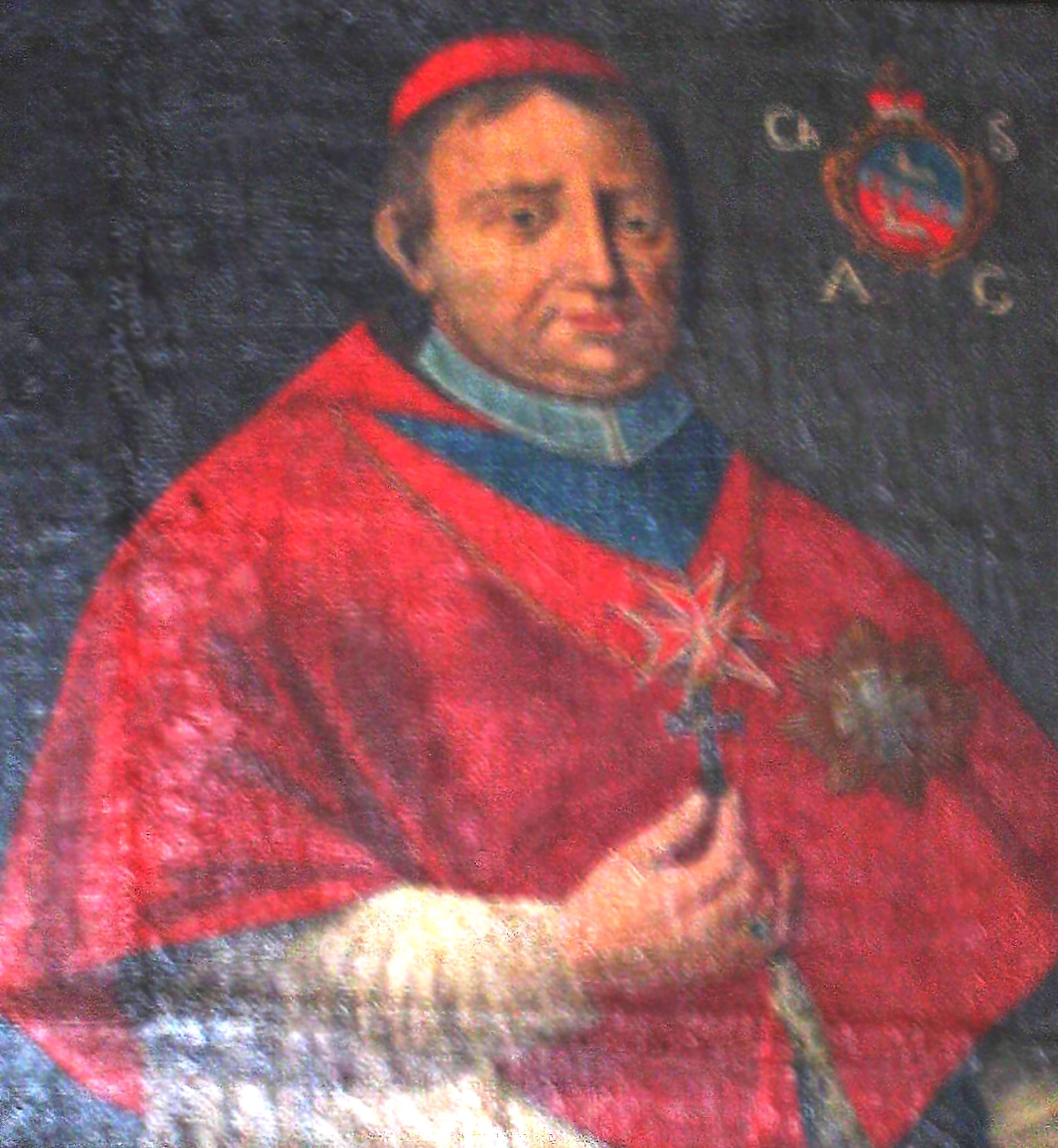
Krzysztof Szembek (1720–1735)
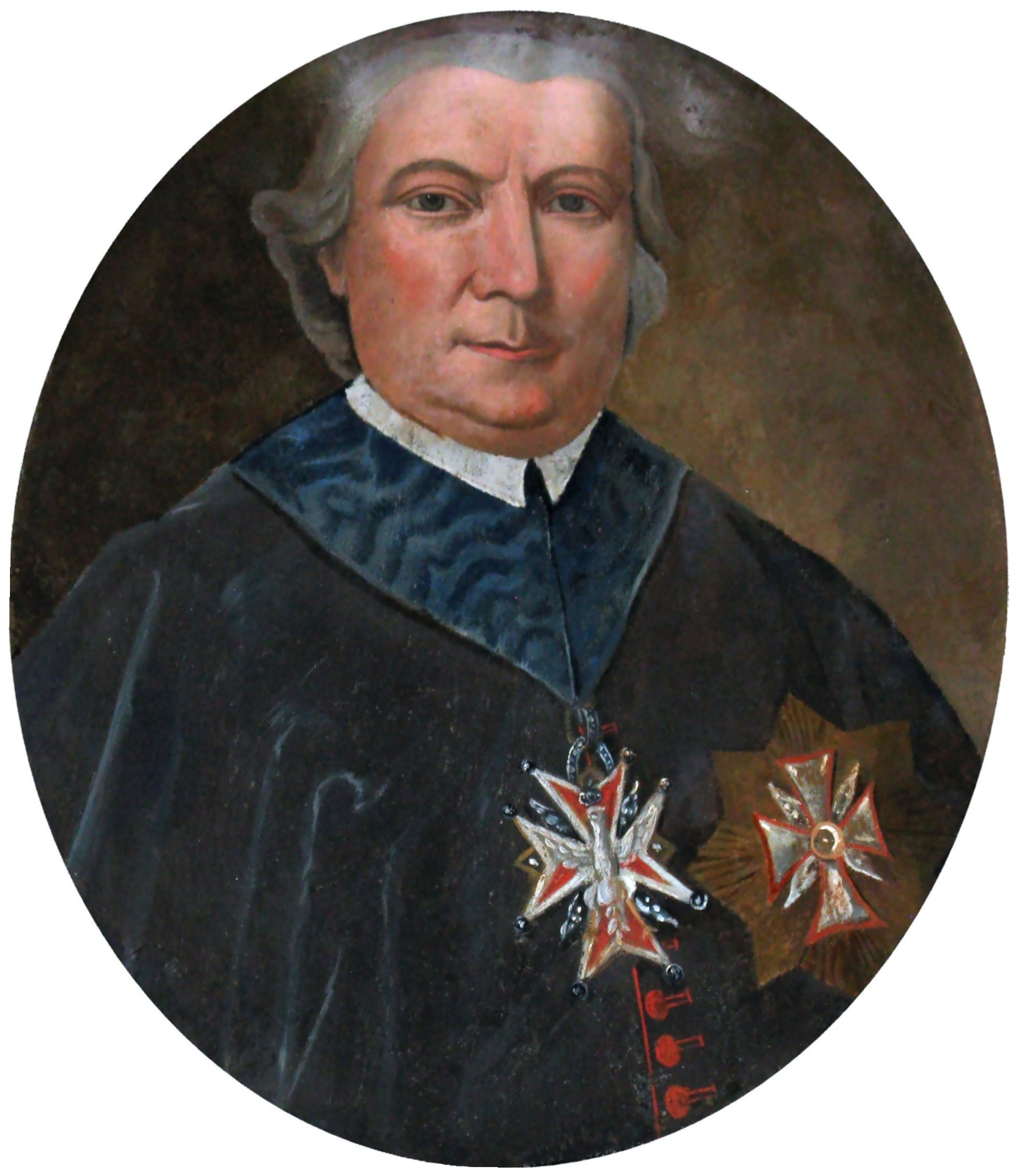
Walentyn Czapski (1741–1751)
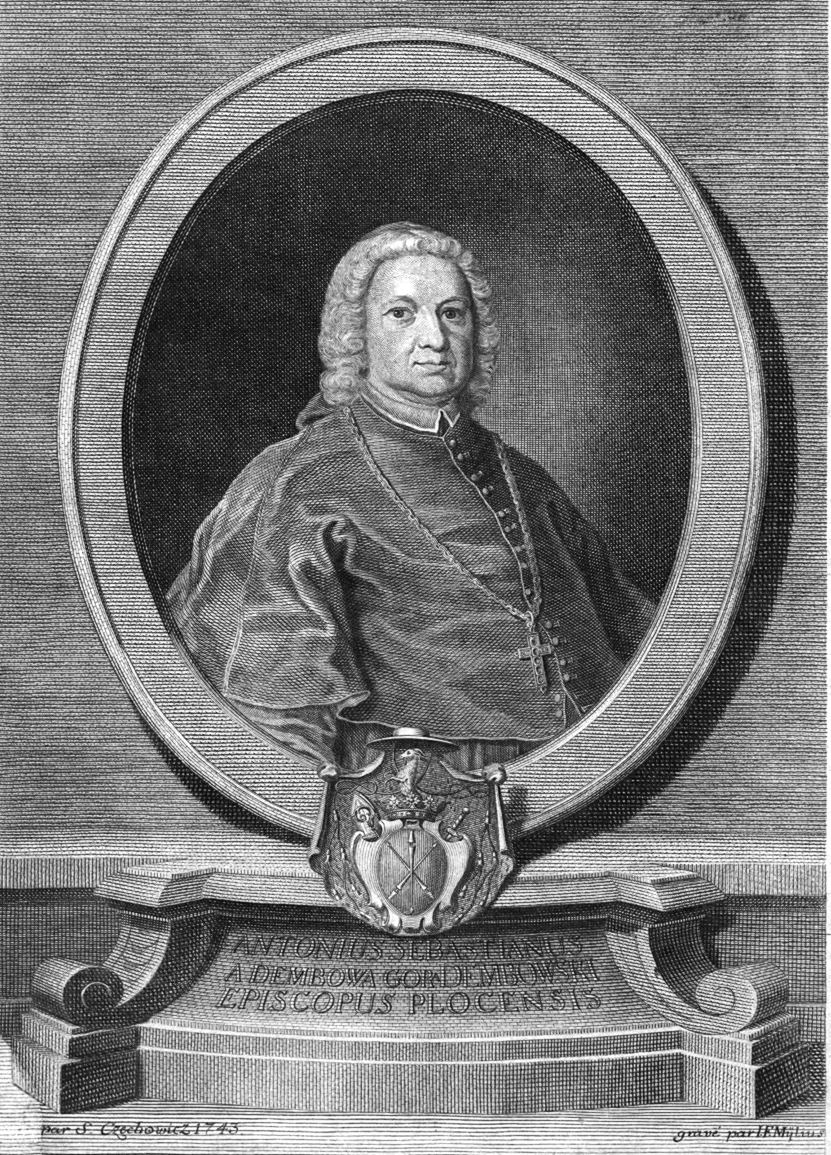
Antoni Dembowski (1751–1763)
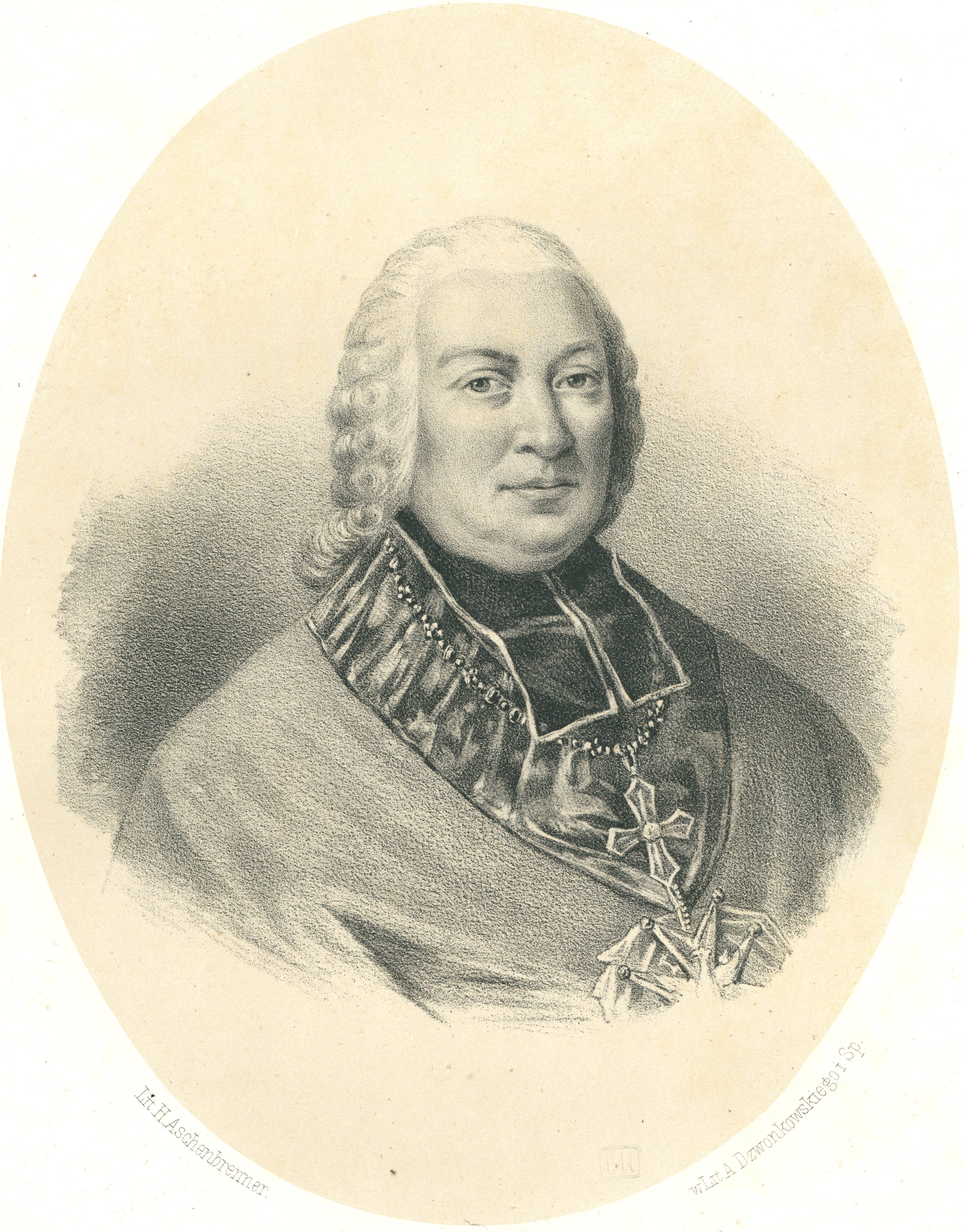
Antoni Kazimierz Ostrowski (763–1776)
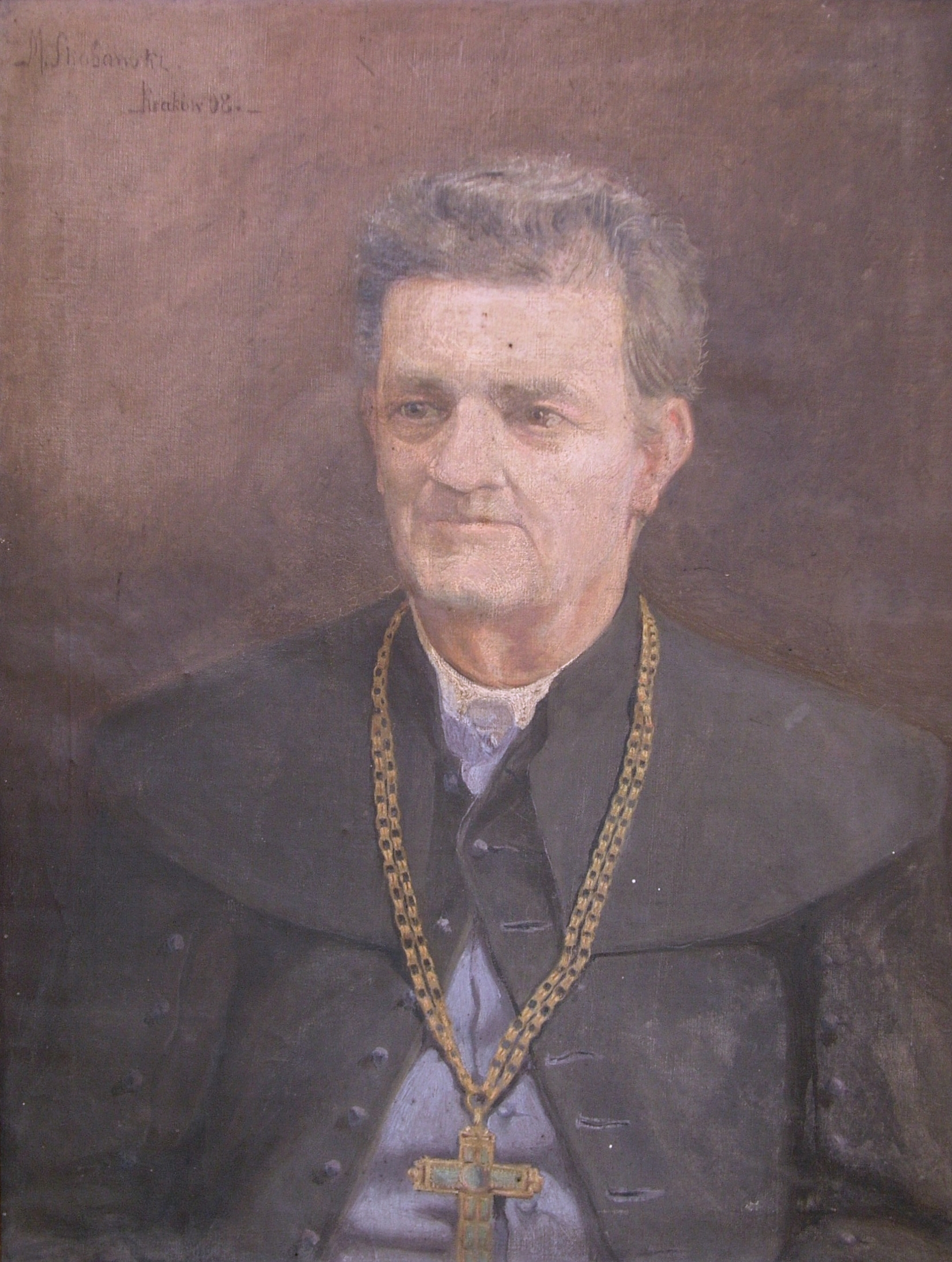
Aleksander Kazimierz Bereśniewicz (1883–1902)

- Bistum Kujawien-Kalisz
- 1818–1822 Andrzej Wołłowicz
- 1822–1831 Józef Szczepan Koźmian
- 1831–1836 vakant
- 1836–1850 Walenty Maciej Bończa
- 1850–1856 vakant
- 1856–1867 Jan Michał Marszewski
- 1867–1876 Christian Stasiecki
- 1876–1883 Wincenty Teofil Popiel
- 1883–1902 Aleksander Kazimierz Bereśniewicz
- 1902–1927 Stanisław Kazimierz Zdzitowiecki

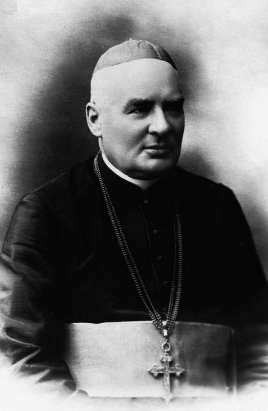
Stanisław Kazimierz Zdzitowiecki (1902–1927)
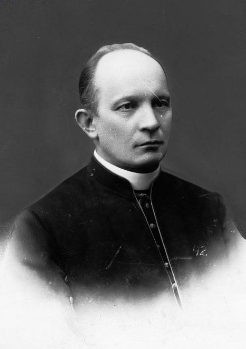
Władysław Paweł Krynicki(1927–1928)

- Bistum Włocławek – 1925
- 1927–1928 Władysław Paweł Krynicki
- 1928–1951 Karol Mieczysław Radoński
- 1951–1968 Antoni Pawłowski
- 1969–1986 Jan Zaręba
- 1987–1992 Henryk Józef Muszyński
- 1992–2003 Bronisław Dembowski
- 2003–2021 Wiesław Mering
- seit 2021 Krzysztof Wętkowski

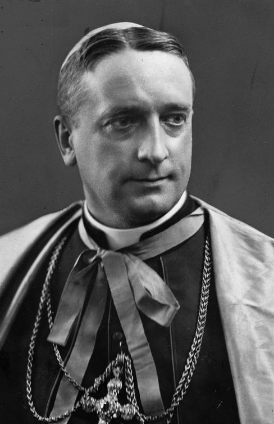
Karol Mieczysław Radoński (1928–1951)
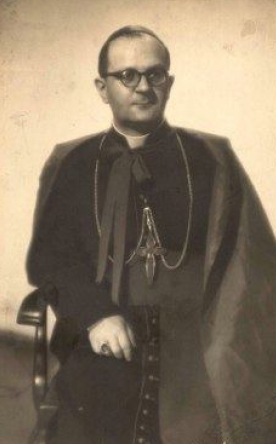
Antoni Pawłowski(1951–1968)
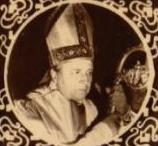
Jan Zaręba (1969–1986)
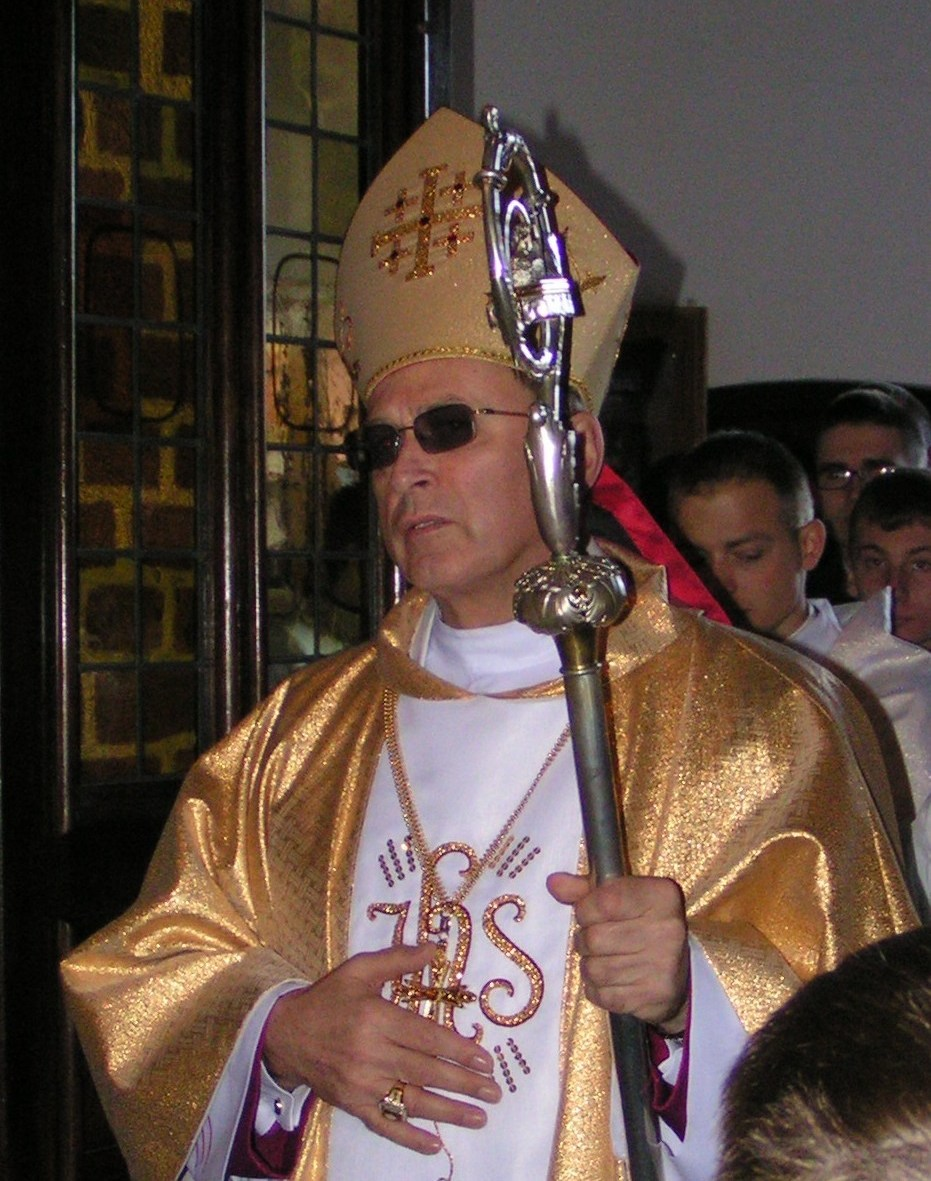
Wiesław Mering (2003–2021)

## Quelle
- Jan Fijałek: Ustalenie chronologii biskupów włocławskich, Kraków 1894.